# Il diario di Ossi
Il diario di Ossi (Ossi's Tagebuch) è un cortometraggio muto del 1917 diretto da Ernst Lubitsch. Fu il terzo film del regista berlinese con Ossi Oswalda.

## Produzione
Il cortometraggio fu prodotto dalla Projektions-AG »Union« (PAGU) (Berlin).

## Distribuzione
Uscì nelle sale cinematografiche tedesche il 5 ottobre 1917.